# Pabstiella fusca

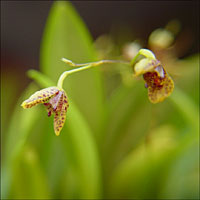
Flor da espécie

Pabstiella fusca é uma espécie de orquídea descrita na revista científica Richardiana (ISSN 1626-3596). 